# Зиново (Тюменская область)
Зиново — село Ялуторовского района Тюменской области России. Административный центр Зиновского сельского поселения.

## География
Село находится на берегу озера Зиновское.

## Население
| 2010 | 2014 |
| ---- | ---- |
| 671  | ↗811 |

## Инфраструктура
В селе действуют ФАП и средняя общеобразовательная школа.